# ヌクレオシド三リン酸
ヌクレオシド三リン酸（英：Nucleoside triphosphate、略：NTP）は、3つのリン酸が結合したヌクレオシドを含む分子である。天然のヌクレオシド三リン酸には、アデノシン三リン酸(ATP)、グアノシン三リン酸(GTP)、シチジン三リン酸(CTP)、5-メチルウリジン三リン酸(m5UTP)、ウリジン三リン酸(UTP)がある。これらの用語は、リボースを含むヌクレオシド三リン酸に対しても使われる。デオキシリボースを含むヌクレオシド三リン酸は、名前の前に「デオキシ」という接頭辞を付け、略称には"d"を付ける。デオキシアデノシン三リン酸(dATP)、デオキシグアノシン三リン酸(dGTP)、デオキシシチジン三リン酸(dCTP)、デオキシチミジン三リン酸(dTTP)、デオキシウリジン三リン酸(dUTP)がある。

## 概要
(d)ATP、(d)GTP、(d)CTP、(d)TTP、(d)UTP以外にも、ヌクレオチド代謝の中間体など、多量には存在しないヌクレオシド三リン酸もあるが、さらに「珍しい」天然のヌクレオチドや人工のヌクレオチドさえある。珍しいヌクレオチドは、通常のヌクレオチドの互変異性体である。これらは、DNA複製の際にミスマッチ塩基対を作る。例えば、シトシンの互変異性体は、アデニンと3つの水素結合を形成することができ、元々のシトシンと入れ替わってミスマッチを引き起こす。同様に、シトシンの脱アミノ化物はウラシル、真核生物ではよく見られる5-メチルシトシンの脱アミノ化物はチアミンを誘導する。しかし、5'から16'のDNA複製では、このようなミスマッチ塩基は削除される。
ヌクレオチド誘導体は、核酸の構成ブロックとなり、その他、細胞内の代謝や制御に数千の役割を持つため、生物にとって必須である。ATPは、細胞のエネルギーの主要な源である。GTPはしばしば酵素やタンパク質の補因子となる。また、ヌクレオシド三リン酸はリン酸化の際にエネルギーやリン酸基の供給源となる。
一般的に、ヌクレオシドは、ヌクレオチド（窒素塩基に糖が共有結合したもの）がリン酸基を欠いたものである。しかし、専門用語としては、ヌクレオチドは、ヌクレオシドにリン酸基の数を付して表される。例えば、ヌクレオチドがリン酸基を1つ持っていれば、ヌクレオチド一リン酸、ヌクレオチドがリン酸基を2つ持っていれば、ヌクレオチド二リン酸、3つ持っていればヌクレオチド三リン酸と呼ばれる。リボース糖を含むヌクレオチドは、リボ核酸のモノマーとなり、デオキシリボースを含むヌクレオチドは、デオキシリボ核酸のモノマーとなる。
ヌクレオシド三リン酸、ヌクレオシド二リン酸、及びヌクレオシド一リン酸は、細胞質、細胞核、細胞小器官内に遍在する。多様な機能を持っているため、そのレベルは厳しい代謝制御下にある。